# Pocillopora capitata
Pocillopora capitata là một loài san hô trong họ Pocilloporidae. Loài này được Verrill mô tả khoa học năm 1864.